# Octave Pirmez
Pour les articles homonymes, voir Pirmez.
Octave Pirmez, né le 19 avril 1832 à Châtelineau (section de Châtelet) et mort le 1er mai 1883 au château d'Acoz, est un écrivain, philosophe, poète et essayiste belge d'expression française. 

## Biographie
Octave Louis Benjamin Pirmez est le fils de Benjamin Pirmez et d'Irénée Drion. Il est le neveu de Jean et de Sylvain Pirmez, ainsi que de Louis Troye. Il est le cousin d'Eudore Pirmez, homme politique et industriel belge. Le niveau de vie bourgeois de sa famille lui permet d'avoir une jeunesse oisive.
Il commence ses études secondaires au Collège Saint-Michel à Bruxelles. De santé fragile, il revient à Châtelineau où il est confié à un précepteur. Il obtient son diplôme d'humanités et ensuite celui de candidat en philosophie.
À partir de cette époque, il se consacre aux voyages et à l'étude des beaux-arts, des belles-lettres et de la philosophie. Il se fait poète et romancier et entretient une longue amitié avec l'artiste-peintre Félicien Rops. Le château d'Acoz, acquis par sa mère en 1856 et restauré, devient le lieu de résidence de l’écrivain. La bucolique vallée d’Acoz nourrit largement son esprit romantique et son inspiration littéraire mélancolique, empreinte de solitude et d'absolu. 
Après une vie sans histoire, il décède au château d'Acoz, le 1er mai 1883.

## Hommages
Le jeune Georges Rodenbach est l'un des premiers à défendre son œuvre, notamment dans son premier roman l'Art en exil. Charles De Coster, autre écrivain belge, le classe parmi les maîtres.
Dans Souvenirs pieux (1974), Marguerite Yourcenar consacre plus de cent pages à celui qui fut son grand-oncle maternel et à son jeune frère Fernand Pirmez (dit Remo) qui se suicida. Elle qualifie Octave de figure oubliée de l’un « des pays les plus philistins de l’Europe » et lui rend hommage.
De nos jours, l'école communale de Lausprelle porte son nom.

## Œuvre
Cette œuvre révèle l'histoire sentimentale d'une vie et est illustratrice d'une profonde mélancolie. N'était-il pas surnommé le « solitaire d'Acoz » ?
- La saison des roses (1852)

- Les Feuillées, pensées et maximes (1862)
- Victor Hugo (1863)
- Jours de solitude (1869)
- Heures de philosophie (1873)
- Remo, souvenirs d'un frère (1880)
- Heures de philosophie (1881)
- Jours de solitude (1883), édition posthume publiée d'après le vœu de l'auteur et déposée au ministère de l'Intérieur (section de la librairie) en octobre
- Lettres à José (1884).

Il a également écrit en wallon, mais un seul de ses manuscrits a été retrouvé.